# Matfen
Matfen – wieś w Anglii, w hrabstwie Northumberland. Leży 23 km na zachód od miasta Newcastle upon Tyne i 411 km na północ od Londynu. W 2001 miejscowość liczyła 495 mieszkańców.